# Neogramática
Neogramática é uma escola de pensamento lingüístico que procurou introduzir na lingüística histórica os princípios positivistas que triunfavam na ciência e na filosofia do momento, esperando renovar a gramática comparada. Conforme Faraco (2012), a Neogramática foi um movimento no século XIX de uma nova geração de estudiosos das línguas, relacionados à Universidade de Leipzig, na Alemanha, que foram contrários a certos pressupostos da Gramática Histórico-Comparativa praticada na época.
Várias das teses dos neogramáticos provocaram a controvérsia lingüística mais importante do último quarto do século XIX. Seus representantes mais importantes são:
- August Leskien (1840–1916)
- Hermann Osthoff (1847–1909)
- Karl Brugmann (1848–1919)
- Berthold Delbrück (1842–1922)
- Hermann Paul (1846–1921)
- Wilhelm Braune (1850–1926)
- Eduard Siervers (1850–1932)

As relações linguísticas são perceptíveis na fala individual, permitindo uma ponte entre a pesquisa linguística e a pesquisa psicológica. É importante relacionar o uso coletivo e o individual da língua, para entender melhor o mecanismo da mudança línguistica. Dois mecanismos que desencadeiem a mudança no uso individual são a mudança espontânea, na qual se explica pelas tensões sintagmáticas e segundo as adaptações da fala individual a outra fala individual, o que pressupõe o intercurso verbal como um momento importante na mudança. Paul afirma em seus estudos que a mudança se dá por meio dos "passos infinistesimais", a expressão ficou conhecida como "lei do mínimo esforço" 
A mudança não tem um ritmo permanente, e conforma-se à estabilidade maior ou menor dos usos individuais. Outro ponto, diz que somente os fatores fonéticos podem condicionar a mudança. No caso do apagamento de sons, a perda permuta, adição, apagamento, transposição e outros. Um dos casos que ocorreu no apagamento de sons, foi o marcador de plural, pois na fala individual do dia-a-dia é fácil vermos a utilização de "as menina" em vez de "as meninas".

## O início do movimento neogramático
De acordo com Tarallo (1990), a Escola Neogramática era formada por vários estudiosos da história das línguas, sendo da Universidade de Leipzig, segundo Leroy (1967), os idealizadores do movimento. Camara Jr. (1979) aponta que o movimento neogramático teve inspiração proveniente de uma obra de Wilhelm Scherer (1841–1886), publicada em 1968. “Scherer […] advogava leis fixas na mudança fonética. Enfatizava a importância da fonética para o estudo histórico da linguagem", além de ter ainda introduzido a hipótese da analogia (CAMARA JR., 1979, p. 73).
Em relação ao movimento neogramático, o autor diz ter o movimento se iniciado de um comunicado que criticava métodos mais antigos de comparação linguística. O movimento se iniciou após um desentendimento entre Georg Curtius (1820–1885) e Karl Brugmann (1849–1919), corredatores de uma revista. O desentendimento foi devido a um artigo escrito por Brugmann, que este insere na revista quando Curtius estava ausente, de viagem. Curtius não concorda com a ideia defendida no artigo e escreve no fim do volume da revista uma nota explicando que estivera fora de Leipzig, não tendo, portanto, oportunidade de dar sua opinião sobre o artigo, deixando toda a responsabilidade a critério de Brugmann, corredator da revista. Brugmann não mais colaborou nessa revista e Curtius, posteriormente, altera o nome de tal revista para um que não apresentasse ligações com Brugmann. Juntamente com Hermann Osthoff (1847–1909), Brugmann funda uma nova revista, cujo primeiro volume traz o manifesto neogramático.

## A designação "neogramáticos"
A nova geração de estudiosos que se opôs à Gramática Histórico-Comparativa, de acordo com Faraco (2012), foi chamada de “Junggrammatiker”, cuja tradução é “jovens gramáticos”, prevalecendo, contudo, a designação “neogramáticos”. Camara Jr. (1979) diz que a designação “jovens gramáticos” foi criada por Brugmann como um apelido humorístico para denominar os alunos da Universidade de Leipzig contrários aos ensinamentos de Curtius. A finalidade humorística de Brugmann com a designação não foi percebida e acabou sendo usada para nomear o movimento. A alteração de “jovens gramáticos” para “neogramáticos” se deve a uma tradução feita por Graziadio Isaia Ascoli (1829–1907) do alemão e que acabou sendo usada fora da Alemanha. Os neogramáticos alemães, por terem se concentrado na Universidade de Leipzig, tiveram também “Escola de Leipzig” como denominação.

## Posições da escola
Os neogramáticos se esforçaram por incluir seus trabalhos sobre a lingüística histórico-comparada dentro das ciências naturais, tomando como modelos a geologia e a física. O princípio sobre o que basearam este status científico foi o da regularidade das mudanças fonéticas e trataram de establecer leis fonéticas para resumir os padrões regulares observados.
Segundo Weedwood (2015), os neogramáticos formularam a tese de que as mudanças fonéticas seguiam leis fonéticas regulares. Tarallo (1990) assinala que eles focalizaram a regularidade. Os neogramáticos “formularam uma teoria, na qual se assumiu que as mudanças fonéticas tinham um caráter de absoluta regularidade e, portanto, deveriam ser entendidas como leis que não admitiam exceções” (FARACO, 2012, p. 51–52).
Em relação aos neogramáticos, Faraco (2012) diz que uma mudança sonora é entendida como automática, pois essa considera somente o contexto fonético. Nas línguas, a ocorrência generalizada das mudanças fônicas obedecendo às leis fonéticas pode dar origem a irregularidades gramaticais. Em contrapartida, há a analogia, que apesar de não ser sempre aplicada, quando o é, dá origem a regularidades gramaticais.
De acordo com o autor, a analogia é um processo em que paradigmas estruturais predominantes em uma língua tenderiam a regularizar elementos dessa língua. Uma mudança sonora que contraria padrões gramaticais tenderia, então, a ser regularizada pela analogia. “Estaria ocorrendo, nesse caso, o que os neogramáticos tratavam como uma interferência do plano gramatical sobre o plano fônico, afetando o caráter absoluto da mudança sonora” (FARACO, 2012, p. 52). Segundo o autor, isso daria a impressão de não aplicação das leis fonéticas às línguas. No entanto, as leis fonéticas teriam sido aplicadas, mas por eventualmente gerarem uma irregularidade gramatical, houve a aplicação da analogia a fim de se alcançar regularidade. Desse modo, a analogia não apresentaria natureza fonética, mas gramatical, sendo a mudança por analogia uma mudança na forma fonética por causa dos paradigmas regulares da gramática de uma língua.
A regularidade da mudança fonológica e a analogia eram, então, como ressalta Tarallo (1990, p. 51), os dois grandes princípios dos neogramáticos: “mutuamente complementares, esses dois princípios permitiram traçar o perfil histórico de um dado sistema lingüístico sem que as eventuais exceções às regras pudessem comprometer o poder de generalização a partir dos resultados”.
Conforme Oliveira (1991), os neogramáticos consideravam que a mudança sonora acontecia gradualmente no que diz respeito à fonética, mas ocorria subitamente no que diz respeito ao léxico. Assim, todas as palavras com um mesmo som, diante de uma mudança sonora, sofreriam a mudança ao mesmo tempo e da mesma maneira.
Os estudos histórico-comparativos, criticados pelos neogramáticos, também consideravam, de acordo com Faraco (2012), a mudança como regular. Contudo, as irregularidades nas línguas eram interpretadas nos estudos histórico-comparativos como exceções eventuais, enquanto os neogramáticos entendiam as exceções como resultado da analogia ou mesmo como um caso em que o verdadeiro princípio da mudança ainda não havia sido encontrado. Os neogramáticos formularam postulados teóricos e uma orientação metodológica distintos dos existentes nos estudos histórico-comparativos. Diferentemente destes estudos, a Neogramática não objetivava a reconstrução de estágios antigos das línguas, mas sim, focalizava os mecanismos da mudança, os princípios gerais responsáveis por as línguas mudarem. Os neogramáticos buscavam, então, formular uma teoria da mudança.
No manifesto neogramático, a concepção é a de que a língua está no indivíduo, não podendo ser vista como independente do indivíduo falante. Por conseguinte, as mudanças têm origem no falante. Desse modo, uma orientação psicológica subjetivista foi inserida no estudo da mudança. Fatores psicológicos estariam, assim, relacionados à mudança sonora, às inovações e à analogia, devendo o estudo sobre linguística histórica buscar a Psicologia (FARACO, 2012).

## Principais obras dos neogramáticos
Conforme Faraco (2012), para as consoantes do ramo germânico das línguas indo-europeias, Karl Verner (1846–1896) demonstrou num artigo de 1875 que as exceções da lei de Grimm eram aparentes, logo, regulares. Essa descoberta de Verner reforçou o princípio da regularidade da mudança, inspirando a hipótese base da teoria dos neogramáticos de que a mudança sonora apresenta regularidade absoluta. Por conseguinte, houve a aceitação de que a mudança sonora obedecia a leis que tinham aplicação a todos os casos que apresentavam as mesmas condições, leis que não tinham exceções, as chamadas “leis fonéticas”.
Considera-se como manifesto neogramático o prefácio escrito por Hermann Osthoff e Karl Brugmann para o primeiro número da revista “Morphologischen Untersuchungen”, publicada em 1878 (FARACO, 2012). Como trabalho neogramático, Leroy (1967) assinala também a publicação do trabalho de Ferdinand de Saussure (1857–1913), “Mémoire sur le système primitif des voyelles dans les langues indo-européennes”.
O grande manual neogramático, segundo Faraco (2012), foi o livro “Prinzipien der Sprachgeschichte”, de Hermamn Paul (1846–1921), com publicação em 1880, sendo feitas sucessivas edições. Todavia, de acordo com Leroy (1967), para além dos países de língua alemã, esse livro não teve muita influência.
Quanto a Wilhelm Meyer-Lübke (1861–1936), o estudioso desenvolveu, conforme Faraco (2012), um trabalho neogramático exemplar. É de Meyer-Lübke um importante dicionário etimológico, bem como a volumosa “Grammatik der romanischen Sprachen”.

## Revendo posições
Faraco (2012) aponta que as leis fonéticas foram o alvo central das críticas. A ideia dessas leis como dependentes apenas de condições fonéticas e com aplicação a todos os elementos que satisfazem às condições da mudança foi revista pelos neogramáticos, como Hermamn Paul, e pelos seguidores críticos do movimento, como Leonard Bloomfield (1887–1949). Como coloca Faraco (2012, p. 53), “logo […] ficou claro que um princípio de regularidade absoluta (quebrado apenas por intervenção da analogia) dificilmente permitiria dar conta de forma adequada da história das línguas, que é bem mais complexa do que supunham, de início, os neogramáticos”. Graziadio Ascoli, conforme Camara Jr. (1979), embora tivesse aceito o princípio das leis fonéticas, entendia que essas se explicam por fatores históricos, os quais justificariam as exceções.
Faraco (2012) afirma que especialmente os estudos dialetológicos mostraram que, apesar de a mudança ser caracterizada pela regularidade, tal regularidade geralmente não atinge de modo instantâneo todos os elementos sob mudança, nem todas as variedades de uma língua. A regularidade não alcança rapidamente e por completo todo o espaço geográfico e/ou social em que determinada língua é falada, não depende apenas de pressões estruturais manifestadas pela analogia, mas também de pressões sócio-históricas. Os estudos empíricos levaram ao entendimento de que “uma unidade sonora pode mudar de maneira diferente duma palavra para outra, o que significa que a expansão das mudanças é lenta, progressiva e diferenciada tanto no espaço geográfico, quanto no interior do vocabulário” (FARACO, 2012, p. 150), já que há diferentes condições de uso entre as palavras, de acordo com o autor.
Camara Jr. (1979) aponta que a interpretação de Hermann Paul sobre a linguagem como estando ligada a meios psicológicos foi tida por Wilhelm Wundt (1832–1920) como equivocada. Já Anton Marty (1847–1914) critica Hermann Paul no que se refere ao estudo diacrônico, estando Marty em defesa de um estudo sincrônico.
Faraco (2012) diz que certamente o principal crítico da Neogramática tenha sido Hugo Schuchardt (1842–1927). Este se opõe à noção de lei fonética e chama a atenção para as muitas variedades de uma língua numa mesma comunidade, variedades essas condicionadas à idade do falante e escolaridade, por exemplo. Além disso, Schuchardt chama a atenção para a influência mútua entre línguas em contato e entre as variedades de uma língua. Camara Jr. (1979) observa que Schuchardt entendia que a mudança linguística está relacionada ao pensamento individual do falante.
As leis fonéticas passaram a ser entendidas, segundo Faraco (2012, p. 55), não como absolutas e sim “como fórmulas que expressam correspondências fônicas entre dois ou mais momentos da história de uma língua e, desse modo, auxiliares descritivos interessantes na investigação dos complexos processos históricos”. Quanto à analogia, o arcabouço teórico que a propõe não considerava as relações entre língua e sociedade para a compreensão da história das línguas, enquanto os estudos sociolinguísticos apontam essas relações como importantes para a mudança linguística. O uso da analogia feito pelos neogramáticos, conforme Tarallo (1990), foi tido como abusivo. Ademais, como assinala Oliveira (1991), o modelo da Difusão Lexical mostrou, por exemplo, que há exceções à mudança sonora que não se devem à analogia e que não apenas fatores fonéticos são responsáveis pela mudança sonora.

## O legado neogramático
De acordo com Leroy (1967), os neogramáticos não estabeleceram uma teoria geral da linguagem. Isso porque focalizaram a realização de estudos que enfatizavam detalhes das línguas.
Tarallo (1990) salienta que as concepções neogramáticas se fizeram presentes na primeira metade do século XX nos estudos linguísticos e que características neogramáticas se fizeram presentes também nos estudos das línguas após um século do movimento neogramático.
Lima-Hernandes (2010) aponta que o Funcionalismo guarda semelhanças com a Neogramática. Segundo Corrêa (2011, p. 40), a teoria neogramática “abriu passagem para correntes importantes da atualidade, dentre as quais gerativistas e variacionistas, ainda que adotassem perspectivas diferentes entre si”. Corrêa (2011) exemplifica que os neogramáticos, objetivando entender como a mudança ocorre, acabam cuidando de característica do mecanismo mental humano ou do modo como a mudança acontece internamente no indivíduo, o que lembra o Gerativismo.  